# 관방
관방(官房)은 절대군주제 시대에 군주를 보조한 소수의 신하들이 집무한 소실에서 유래한 말이다. 거기에서는 왕실의 수입의 유지·관리와 더불어 행정·재정·외교 등의 중요한 사무가 수행되었다.

## 참고 문헌
- 이 문서에는 다음커뮤니케이션(현 카카오)에서 GFDL 또는 CC-SA 라이선스로 배포한 글로벌 세계대백과사전의 내용을 기초로 작성된 글이 포함되어 있습니다.